# بنگاه خرد
بنگاه‌های خُردیا بنگاه‌های بسیار کوچک، بنگاه‌هایی هستند که از نظر اندازه در پایین‌ترین سطح از بنگاه‌های کوچک و متوسط در نظر گرفته می‌شوند و از لحاظ حجم کار، فعالیت های اقتصادی محدودی دارند. تعریف واحدی از اینکه چه شرکت‌هایی به عنوان بنگاه خرد طبقه‌بندی شوند موجود نبوده و تعاریف آن در کشورهای مختلف، متفاوت است.
بنگاه‌های خُرد اغلب در برابر خطرات اقتصادی خارجی و داخلی آسیب پذیرتر هستند. به نظر می‌رسد که بنگاه‌های خُرد از طریق کارآفرینی، افزایش درآمد، تقویت قدرت خرید، کاهش هزینه‌ها و ساده‌سازی فضای تولید و بازرگانی، به اقتصاد یک کشور ارزش می‌افزایند.
در کشورهای در حال توسعه، شرکت‌های خُرد اکثریت قریب به اتفاق بخش کسب‌وکارهای کوچک را تشکیل می‌دهند؛ بنابراین، شرکت‌های خُرد در کشورهای در حال توسعه، رایج‌ترین شکل/اندازه کسب‌وکار هستند.
در کشور چین محصولات به‌طور عمده از طریق بنگاه‌های خرد تولید و به سایر کشورهای جهان صادر می‌شوند.
در سطح بین‌المللی، بیشتر بنگاه‌های خُرد، کسب‌وکارهای خانوادگی هستند که یک یا دو کارمند را استخدام می‌کنند. اکثر صاحبان شرکت‌های خُرد در درجه اول به کسب درآمد برای تأمین هزینه‌های خود و خانواده علاقه‌مند هستند. بر اساس اطلاعات یافت شده در وب سایت Census.gov، بنگاه‌های خُرد ۹۵ درصد از ۲۸ میلیون شرکت آمریکایی را تشکیل می‌دهند که توسط سرشماری شناسایی شده‌اند.

## ویژگی‌های عمومی بنگاه‌های خُرد
- تعداد کارکنان: معمولاً کمتر از ۲۰ نفر در بخش تولید، کمتر از ۱۰ نفر در بخش خدمات
- گردش مالی پایین
- بخش فعالیت :اغلب سنتی و غیر مدرن
- مالکیت مستقل (یعنی توسط یک شرکت بزرگتر کنترل نمی‌شوند)
- ارتباطات داخلی غیررسمی
- فعال در یک بازار داخلی (نه بین‌المللی)
- راهبرد: متمرکز بر بقا و ریسک پذیری محدود
- تصمیم‌گیری: متمرکز
- تقسیم کار :کم
- فناوری:سنتی، با نوآوری کمتر
- وضعیت حقوقی: به‌طور کلی یک تعاونی، یک شرکت با مسئولیت محدود، یک شرکت سهامی خاص با مسئولیت محدود، یا یک مالکیت انحصاری